# Vania Millán
Vania Millán Miras (Madrid, 5 de febrero de 1978) es una modelo española que fue coronada Miss España en 2002.

## Biografía
El 7 de marzo de 2002 fue elegida Miss España, representando a la provincia de Almería.
En el momento de ganar el concurso, sus medidas eran 88 cm-62 cm-92 cm, y medía 1,77 m (5′ 10″). Proveniente de una familia numerosa, es la mayor de varios hermanos. Acudió al certamen de Miss Universo, celebrado en San Juan de Puerto Rico.
En 2003 fue participante del reality de televisión La isla de los famoSOS 2, donde acabó en quinta posición. En junio de 2004, fue portada de la revista FHM y en julio del año siguiente fue portada de la revista Interviú.
En 2014 se casó con René Ramos, el hermano del futbolista Sergio Ramos. En agosto de 2016 se divorció de René Ramos.
Es licenciada en Derecho y trabajó como abogada hasta hace unos años. Actualmente trabaja en "coaching". Su pareja actual es el Dr. Julián Bayón.

## Sucesión de Miss España
| Predecesor: Lorena Van Heerde | Miss España 2002 | Sucesor: Eva González |